# Nicolás Dubersarsky
Nicolás Dubersarsky (ur. 21 grudnia 2004 w Córdobie) – argentyński piłkarz pochodzenia włoskiego występujący na pozycji środkowego pomocnika, od 2023 roku zawodnik Instituto.